# KondZilla
Konrad Dantas (Guarujá, Brasil; 13 de septiembre de 1988) más conocido por el nombre artístico como KondZilla, es un guionista y director brasileño. Es el fundador de KondZilla Records, que es una compañía de producción de video musical y sello discográfico a menudo acreditado por ser el principal popularizador de Funk ostentação. Actualmente posee el canal de YouTube con más suscripciones de Brasil, con más de 67,8 millones de suscripciones y más de 39,5 mil millones de visitas. Además de sus videos musicales, también es el creador y director del drama de Netflix Sintonia.
Entre los artistas que han trabajado con KondZilla se encuentran funk, bandas de rock y artistas de rap como: MC Guimê, DJ Marlboro, Mr. Catra, Charlie Brown Jr., Karol Conka, Racionais MC's y Aloe Blacc.

## Biografía
Konrad Dantas nació en la ciudad de Guarujá, São Paulo. Su madre era maestra y su padre trabajaba como albañil. Cuando tenía 18 años, trabajó como diseñador web en una universidad en Santos, São Paulo. A los 18 años, su madre murió, dejándole un considerable seguro de vida. Utilizó parte de este dinero para comprar una cámara Canon EOS 5D para seguir una carrera en la producción de video. Dantas más tarde se trasladó a São Paulo, donde estudió cinematografía, postproducción y fotografía.

## Carrera
En 2017, KondZilla Records se integró en la productora de Dantas, que existe desde 2011. El sello gestiona la carrera de artistas como MC Kevinho, MC Kekel, MC Guimê, MC Dede, Dani Russo, Mc Rodolfinho, Mc Mm; y lanza sus videos musicales en su canal.
KondZilla ha producido más de 2700 videos musicales, y su canal de YouTube tiene más de 66 millones de suscriptores, lo que es casi la mitad de los usuarios únicos de YouTube en Brasil y el 22 por ciento de la población brasileña. También tiene más de 37.000 millones de visitas en su canal de YouTube. El 3 de febrero de 2018, superó a whinderssonnunes, convirtiéndose en el canal brasileño con más suscripciones de YouTube.
KondZilla también dirigió los DVDs Música Popular Caiçara de la banda de rock Charlie Brown Jr. e Imagination de MC Boy of Charmes.